# Pontypool (film)
Pour la ville galloise, voir Pontypool.
Pour plus de détails, voir Fiche technique et Distribution.
Pontypool est un film de zombies canadien réalisé par Bruce McDonald, sorti en 2008.

## Thème
Les employés d'une petite station de radio locale située dans le Canada anglophone découvre que les habitants de la petite ville de Pontypool, Ontario (en) sont touchés par un virus meurtrier transmis par le langage, c'est-à-dire par des mots prononcés en anglais, les poussant ainsi à s'entretuer,.

## Synopsis
Grant Mazzy est l'animateur d'une station de radio située à Pontypool, petit village de la province canadienne (et anglophone) de l'Ontario. Alors qu'un blizzard isole la ville, Grant retrouve à son lieu de travail Sydney Briar, la directrice de la station, et Laurel-Ann Drummond, l'assistante technique. Dans la matinée, ils reçoivent un rapport de leur reporter d'hélicoptère Ken Loney au sujet d'une émeute possible au cabinet du docteur Mendez. Ken décrit une scène de chaos et de carnage qui entraîne de nombreux décès avant d'être brutalement coupé. Ken rappelle plus tard pour dire qu'il s'est réfugié dans un silo à grain. Il décrit ce qu'il voit à l'extérieur comme des gens qui en dévorent d'autres. L'appel de Ken est interrompu par une transmission en français.
Laurel-Ann traduit la transmission, qui est une recommandation de rester cloîtré, de ne pas utiliser des termes affectueux, de langage bébé, de discours rhétorique ou même la langue anglaise en général. Pontypool est mis en quarantaine. Confus et incrédule, Grant tente de quitter la station mais une horde de gens tentent d'y pénétrer de force à ce moment, et Grant, Sydney et Laurel-Ann s'enferment. Laurel-Ann commence à présenter des signes d'instabilité. Le docteur Mendez entre dans le studio et s'enferme avec les trois autres dans la cabine insonorisée de Grant. Mendez explique sa théorie : d'une manière ou d'une autre, un virus s'est introduit dans la langue anglaise, infectant certains mots, et seuls certains mots infectent certaines personnes, les poussant à un comportement suicidaire ou violent. Laurel-Ann se cogne volontairement à plusieurs reprises la tête contre la vitre de la cabine. Ken rappelle et, pendant qu'il est à l'antenne, il succombe au virus, répétant le mot « échantillon ». Sydney parvient à appeler ses enfants et les entend être infectés. À l'extérieur de la cabine, Laurel-Ann vomit une grande quantité de sang et tombe raide morte. Mendez soupçonne que c'est arrivé parce qu'elle n'a pas trouvé de victime.
La horde s'introduit alors dans la station de radio, attaquant la cabine de sonorisation. Sydney enregistre une boucle de la voix de Grant et la joue sur le haut-parleur extérieur pour attirer la foule à l'extérieur. Mendez commence à répéter le mot « respirer » mais passe immédiatement à l'arménien, ce qui empêche le virus de l'infecter. Grant et Sydney, parlant français, le laissent dans la cabine. Ils sont attaqués par une jeune fille infectée et la tuent. Lorsque l'enregistrement se termine, la foule revient. Mendez quitte la station et les attire, sauvant Sydney et Grant, qui s'enferment dans la salle où est rangé le matériel.
Pendant que Grant essaie de comprendre comment inverser le symptôme, Sydney commence à écrire de façon obsessionnelle sur le mur et la porte. Elle commence alors à être infectée par le mot « tuer ». Grant tente alors de désinfecter Sydney en la convainquant que le mot « tuer » a une autre signification. Il l'exhorte à répéter encore et encore « tuer c'est embrasser » (Kill is kiss en anglais) et ses symptômes s'estompent. Elle dit à Grant de la tuer et il l'embrasse. Espérant arrêter le virus, ils passent à l'antenne, débitant une série de phrases contradictoires et déroutantes pour aider leurs auditeurs infectés, et ignorant les avertissements des autorités qui essaient de les faire cesser d'émettre. Pendant qu'une voix amplifiée de l'extérieur compte à rebours à partir de dix, Sydney rejoint Grant dans la cabine et ils s'embrassent. Lorsque le compte à rebours se termine, l'écran s'éteint et le générique de fin est lancé.
Des diffusions audio passent pendant le générique, rapportant d'autres foyers du virus, ce qui suggère que la quarantaine a échoué. Après le générique, apparaît une version stylisée en noir et blanc de Grant et Sydney dans ce qui ressemble à une atmosphère extrême-orientale. Ils se donnent de nouveaux noms et, comme Grant décrit son plan pour sortir, l'image repasse graduellement à la couleur.

## Fiche technique

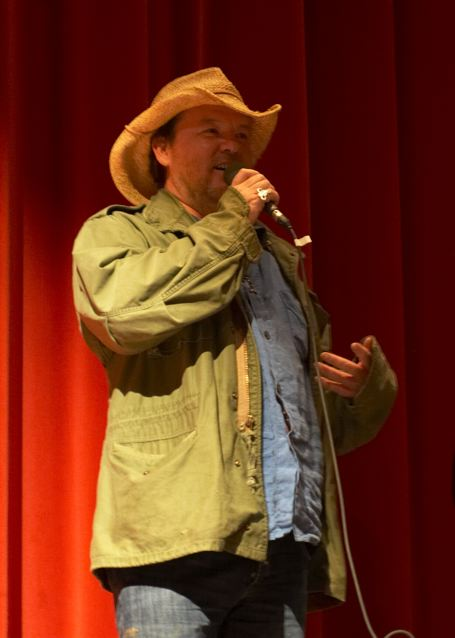
Bruce MacDonald, réalisateur du film

- Titre : Pontypool (titre alternatif français en DVD : Talking Dead)
- Réalisation : Bruce McDonald
- Scénario : Tony Burgess, d'après son roman Pontypool Changes Everything
- Décors : Lea Carlson
- Costumes : Sarah Armstrong
- Photographie : Miroslaw Baszak
- Montage : Jeremiah Munce
- Musique : Claude Foisy
- Production : Jeffrey Coghlan et Ambrose Roche
- Sociétés de production : Ponty Up Pictures et Shadow Shows
- Société de distribution : Maple Pictures
- Pays d’origine :  Canada
- Langue : anglais, français
- Format : Couleurs - 2,35:1 - 35 mm
- Genre : Horreur
- Durée : 93 minutes
- Dates de sortie :
  - Canada : 6 septembre 2008 (Festival international du film de Toronto)
  - France : 5 septembre 2010 (L'Étrange festival)

## Distribution

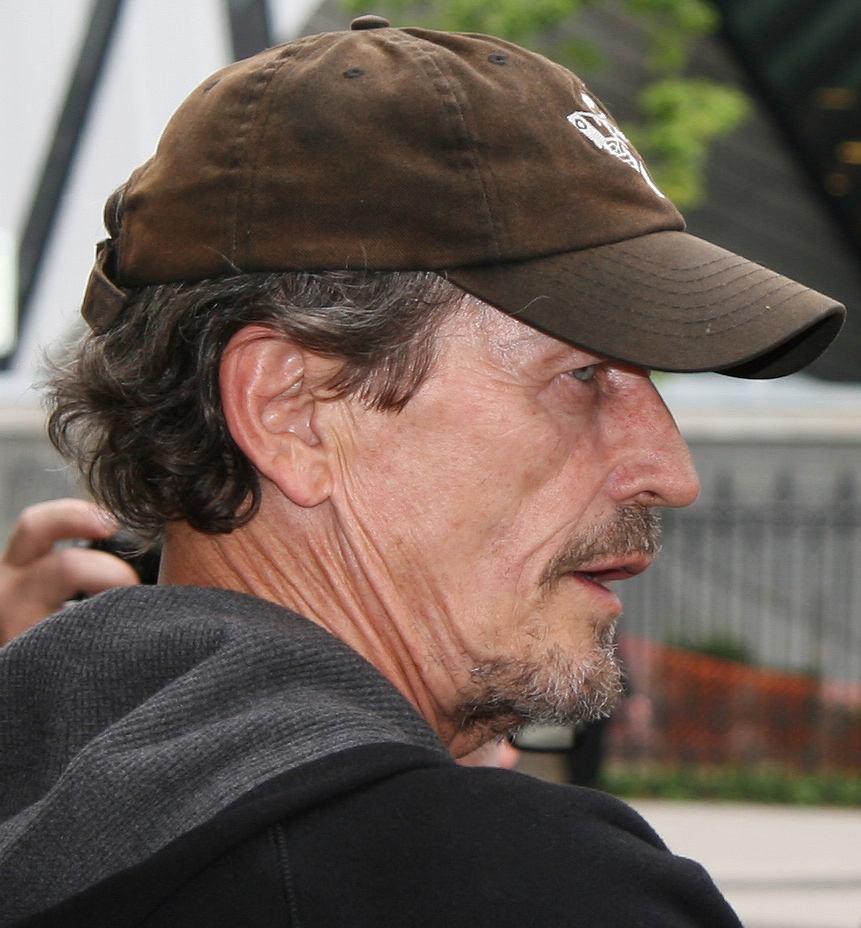
Stephen McHattie, acteur principal du film

- Stephen McHattie (V.F. : Mathieu Rivolier) : Grant Mazzy
- Lisa Houle: Sydney Briar
- Georgina Reilly : Laurel-Ann Drummond
- Harant Alianak : le docteur Mendez
- Rick Roberts : Ken Loney (voix)
- Daniel Fathers: Nigel Healing
- Beatriz Yuste : Nancy Freethy
- Tony Burgess : Tony / Lawrence
- Boyd Banks : Jay / Osama
- Hannah Fleming : Maureen / Faraj
- Rachel Burns : Colin / Daud

Source et légende : Version Française (V.F.)

## Accueil

### Box-office
Le film est resté deux semaines à l'affiche dans une seule salle de cinéma au Canada et a rapporté 3 865 $. Il a rapporté 32 118 $ de recettes dans le monde entier.

### Critique
Pontypool reçoit une très large majorité de critiques positives. L'agrégateur Rotten Tomatoes rapporte que 84 % des 85 critiques ont donné un avis positif sur le film, avec une assez bonne moyenne de 6,6/10. Le consensus des critiques est : « Plein d'esprit et de retenue mais toujours plein de tension et drôle, ce Pontypool se distingue du genre de films de zombies à petit budget ». L'agrégateur Metacritic donne une note de 54 sur 100 indiquant des « critiques mitigées » sur la base de 11 critiques collectées.
Le film apparaît à la troisième place de la liste des meilleurs films de zombies de tous les temps du site spécialisé Bloody Disgusting, qui écrit que c'est un huis clos au suspense haletant qui « fait un très bon usage de son scénario claustrophobique » tout en étant une « parfaite métaphore » des problèmes de communication modernes. Il est classé à la douzième place d'une liste similaire par le site Paste, qui écrit que c'est un film de zombies postmoderne qui « contient toute la violence qu'on peut attendre d'un grand film de zombies indépendant tout en délivrant un message nouveau d'une manière inédite ».

## Distinctions

### Récompenses
- 2009 : prix du meilleur acteur pour Stephen McHattie au Festival international du film fantastique de Puchon

### Nominations
- 2010 : Saturn Award de la meilleure édition DVD
- 2010 : Meilleur scénario adapté par la Chlotrudis Society for Independent Film
- 2010 : Prix Génie du meilleur réalisateur
- 2010 : Prix Génie du meilleur acteur pour Stephen McHattie
- 2010 : Prix Génie du meilleur scénario adapté